# Liste der Naturdenkmale in Doberschütz

Wappen von Doberschütz

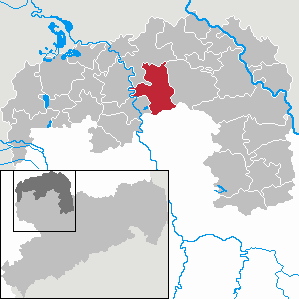
Lage von Doberschütz

In der Liste der Naturdenkmale in Doberschütz werden die Einzel-Naturdenkmale, Geotope und Flächennaturdenkmale in der nordsächsischen Gemeinde Doberschütz und ihren Ortsteilen Battaune, Bunitz, Mensdorf, Mölbitz, Mörtitz, Paschwitz, Rote Jahne, Sprotta, Sprotta-Siedlung und Wöllnau aufgeführt.
Bisher sind lt. Quellen 3 Einzel-Naturdenkmale, 0 Geotope und 6 Flächennaturdenkmale bekannt und hier aufgelistet.
Die Angaben der Liste basieren auf Daten des Geoportals Sachsenatlas, des „Geoviewer Sachsen“ und den Daten auf dem Geoportal Nordsachsen.

## Definition
„Gesetz über Naturschutz und Landschaftspflege (BNatSchG), § 28 Naturdenkmäler:
 Naturdenkmäler sind rechtsverbindlich festgesetzte Einzelschöpfungen der Natur oder entsprechende Flächen bis zu fünf Hektar, deren besonderer Schutz erforderlich ist
1. aus wissenschaftlichen, naturgeschichtlichen oder landeskundlichen Gründen oder
2. wegen ihrer Seltenheit, Eigenart oder Schönheit.“

„SächsNatSchG, § 18 Naturdenkmäler (zu § 28 BNatSchG):
1. Die Erklärung nach § 22 Abs. 1 BNatSchG von Teilen von Natur und Landschaft als Naturdenkmal erfolgt durch Rechtsverordnung oder Einzelanordnung.
2. Über § 28 Abs. 1 BNatSchG hinaus können Naturdenkmäler zur Sicherung von Lebensgemeinschaften oder Lebensstätten von im Bestand gefährdeten oder streng geschützten Arten festgesetzt werden.“

## Legende
- Bild: zeigt ein vorhandenes Foto des Naturdenkmals.
- ND/FND-Nr: zeigt die jeweilige Nr. des Objekts
- Beschreibung: beschreibt das Objekt näher
- Koordinaten: zeigt die Lage auf der Karte
- Quelle: Link zur Referenzquelle

## (Einzel-)Naturdenkmale (ND)
| Bild           | ND-Nr.  | Ortsteil  | Alter  | Beschreibung                                                                               | Koordinaten                  | Quellen |
| -------------- | ------- | --------- | ------ | ------------------------------------------------------------------------------------------ | ---------------------------- | ------- |
| Bild gesucht   | nso: 44 | Paschwitz | unbek. | Witrow-Eiche (Quercus) befindet sich in einem Waldstück am Witrow-Berg nördlich Paschwitz  | 51° 28′ 25″ N, 12° 43′ 29″ O | nso:44  |
| Bild gesucht   | nso: 90 | Battaune  | unbek. | Friedhofsulme (Ulmus) steht nördlich der Dorfkirche St. Marin auf dem Friedhof in Battaune | 51° 31′ 49″ N, 12° 43′ 46″ O | nso:90  |
| Weitere Bilder | nso: 95 | Bunitz    | unbek. | Dorf-Linde (Tilia) in der Bergstraße (neben Haus Nr. 3) in Bunitz                          | 51° 27′ 27″ N, 12° 41′ 47″ O | nso:95  |

## Flächen-Naturdenkmale
| Bild           | FND-Nr. | Ortsteil    | Größe  | Beschreibung | Koordinaten                  | Quelle  |
| -------------- | ------- | ----------- | ------ | --- | ---------------------------- | ------- |
| Bild gesucht   | tdo: 9  | Battaune    | 0,56ha | Löschens Lossens (Wöllnau) ist ein Waldbiotop östlich des Sau-Damm im Wald der Dübener Heide, etwa 1,2 km nördlich Battaune, 1,6 km südlich Winkelmühle und 2 km östlich von Wöllnau. Es liegt im Naturschutzgebiet „Presseler Heidewald- und Moorgebiet“ sowie im FFH-Schutzgebiet „Presseler Heidewald- und Moorgebiet“ und ist Teil des Landschaftsschutzgebiet „Dübener Heide“ und des EU-Vogelschutzgebiet „Dübener Heide“. | 51° 32′ 38″ N, 12° 44′ 5″ O  | nso:148 |
| Bild gesucht   | tdo: 10 | Doberschütz | 0,23ha | Brömmer Teich in Doberschütz, das Teichbiotop befindet sich nördlich der Seitenstraße „Zum Fischbach“ und steht seit 1984 unter Naturschutz, ist heute Teil des Landschaftsschutzgebiet „Dübener Heide“ | 51° 30′ 4″ N, 12° 44′ 37″ O  | nso:145 |
| Weitere Bilder | tdo: 11 | Winkelmühle | 1,54ha | Denkmalswald (Winkelmühle) ist ein Waldbiotop nördlich Winkelmühle am Tränkegrundweg, wurde als Rest eines historischen Waldbestandes in der Mühlbachaue bereits 1979 als Naturdenkmal ausgewiesen. Er liegt im Naturschutzgebiet „Presseler Heidewald- und Moorgebiet“ sowie im FFH-Schutzgebiet „Presseler Heidewald- und Moorgebiet“ und ist Teil des Landschaftsschutzgebiet „Dübener Heide“ und des EU-Vogelschutzgebiet „Dübener Heide“. Im Nordwesten des Areals befindet sich mit ca. 260 m2 ein Waldfriedhof, der lt. Quelle kleinste Friedhof Deutschlands. | 51° 33′ 41″ N, 12° 44′ 13″ O | nso:143 |
| Bild gesucht   | tdo: 13 | Winkelmühle | 0,67ha | Krebsscherenteich (Winkelmühle) ist ein Teichbiotop direkt nördlich der Winkelmühle, das ehemalige Staubecken des Mühlbachs wurde nach dem Vorkommen der Krebsschere (Stratiotes aloides) einer Wasserpflanzenart aus der Familie der Froschbissgewächse (Hydrocharitaceae) benannt. Der Teich steht seit 1970 unter Naturschutz und liegt im Naturschutzgebiet „Presseler Heidewald- und Moorgebiet“ sowie im FFH-Schutzgebiet „Presseler Heidewald- und Moorgebiet“ und ist Teil des Landschaftsschutzgebiet „Dübener Heide“ und des EU-Vogelschutzgebiet „Dübener Heide“. | 51° 33′ 35″ N, 12° 44′ 2″ O  | nso:77  |
| Bild gesucht   | tdo: 52 | Sprotta     | 4,88ha | das Sprottaer Ried ist ein Feuchtwiesen- und Feuchtwaldgebiet etwa 500 m nördlich der Ortslage Sprotta am Südufer des Schwarzbach, ca. 1,5 km östlich des Quellgebiets. Das Areal hat einen hohen Anteil der Lebensraumtypen „Flachland-Mähwiesen“ (LRT 6510) und „Übergangs- und Schwingrasenmoore“ (LRT 7140) mit einem nachgewiesen Vorkommen von Schnabel-Segge (Carex rostrata), Magerwiesen-Margerite (Leucanthemum vulgare) und Knöllchen-Steinbrech (Saxifraga granulata) und ist Teil des Landschaftsschutzgebiet „Dübener Heide“ sowie eines der Teilflächen des FFH-Schutzgebiet „Schwarzbachniederung mit Sprottabruch“ und damit ein wichtiges Rückzugsgebiet für Zug- und Wasservögel. | 51° 29′ 37″ N, 12° 42′ 23″ O | nso:178 |
| Bild gesucht   | tdo: 53 | Sprotta     | 4,77ha | der Sprottaer Erlenbruch ist eine Feucht- und Bruchwald etwa 500 m nördlich der Ortslage Sprotta am Südufer des Schwarzbach, ca. 1,8 km östlich des Quellgebiets. Der Bereich hat einen hohen Anteil des Lebensraumtyps „Kalkreiche Sümpfe“ (LRT7210) mit einem nachgewiesen Vorkommen der Binsenschneide (Cladium mariscus) und ist Teil des Landschaftsschutzgebiet „Dübener Heide“ sowie eines der Teilflächen des FFH-Schutzgebiet „Schwarzbachniederung mit Sprottabruch“ | 51° 29′ 36″ N, 12° 42′ 35″ O | nso:177 |